# Wahlkreis Jena II
Der Wahlkreis Jena II (Wahlkreis 38) ist ein Landtagswahlkreis in Thüringen und umfasst die östlich der Saale gelegenen Ortsteile der kreisfreien Stadt Jena (Drackendorf, Ilmnitz, Jenaprießnitz, Kunitz, Laasan, Lobeda, Wenigenjena, Wogau, Wöllnitz und Ziegenhain), sowie Löbstedt und Zwätzen.

## Landtagswahl 2024
Zur Landtagswahl in Thüringen traten am 1. September 2024 folgende Direktkandidaten an:
| Gegenstand der Nachweisung | Gegenstand der Nachweisung | Erst- stimmen | Erst- stimmen | Zweit- stimmen | Zweit- stimmen |
| Gegenstand der Nachweisung | Gegenstand der Nachweisung | Anzahl        | %             | Anzahl         | %              |
| -------------------------- | -------------------------- | ------------- | ------------- | -------------- | -------------- |
| Wahlberechtigte            | Wahlberechtigte            | 34.633        | 34.633        | 34.633         | 34.633         |
| Wähler                     | Wähler                     | 26.529        | 26.529        | 26.529         | 76,6           |
| Ungültige Stimmen          | Ungültige Stimmen          | 260           | 1,0           | 136            | 0,5            |
| Gültige Stimmen            | Gültige Stimmen            | 26.269        | 99,0          | 26.393         | 99,5           |
| davon                      |                            |               |               |                |                |
| Bewerber                   | Partei                     | Anzahl        | %             | Anzahl         | %              |
| Lena Saniye Güngör         | DIE LINKE                  | 6.585         | 25,1          | 5.191          | 19,7           |
| Tim Egon Beutler           | AfD                        | 5.071         | 19,3          | 4.945          | 18,7           |
| Konstantin Freuer          | CDU                        | 5.979         | 22,8          | 5.659          | 21,4           |
| Lutz Liebscher             | SPD                        | 2.957         | 11,3          | 2.712          | 10,3           |
| Wolfgang Volkmer           | GRÜNE                      | 1.569         | 6,0           | 5.487          | 9,4            |
| Stefan Beyer               | FDP                        | 748           | 2,8           | 417            | 1,6            |
|                            | TIERSCHUTZ hier!           |               |               | 211            | 0,8            |
|                            | ÖDP / Familie ..           | 45            | 0,2           |                |                |
|                            | PIRATEN                    | 119           | 0,5           |                |                |
|                            | MLPD                       | 23            | 0,1           |                |                |
|                            | BÜNDNIS DEUTSCHLAND        | 108           | 0,4           |                |                |
| Patrizia Hertlein          | BSW                        | 3.360         | 12,8          | 4.052          | 15,4           |
|                            | FAMILIE                    |               |               | 81             | 0,3            |
|                            | FREIE WÄHLER               | 235           | 0,9           |                |                |
|                            | WU                         | 108           | 0,4           |                |                |

## Wahl 2019
Bei der Landtagswahl in Thüringen 2019 erzielten die angetretenen Kandidaten laut vorläufigem amtlichen Ergebnis folgende Ergebnisse:
| Name                              | Partei         | Anteil der Erststimmen |
| --------------------------------- | -------------- | ---------------------- |
| Rosa Maria Haschke                | CDU            | 17,9 %                 |
| Gudrun Lukin                      | Die Linke      | 32,3 %                 |
| Lutz Liebscher                    | SPD            | 09,0 %                 |
| Tosca Kniese                      | AfD            | 14,9 %                 |
| Kathleen Lützkendorf              | GRÜNE          | 13,8 %                 |
| Ute Bergner                       | FDP            | 10,4 %                 |
| Anatol Braungart                  | MLPD           | 00,2 %                 |
| Günter Brinkmann                  | Freie Wähler   | 00,9 %                 |
| Michael Gruner                    | Einzelbewerber | 00,5 %                 |
| Wahlberechtigte: 35.779 Einwohner |                |                        |
| Wahlbeteiligung: 69,0 %           |                |                        |

## Wahl 2014
Bei der Landtagswahl in Thüringen 2014 erzielten die angetretenen Kandidaten laut vorläufigem amtlichen Ergebnis folgende Ergebnisse:
| Name                    | Partei    | Anteil der Erststimmen |
| ----------------------- | --------- | ---------------------- |
| Dietmar Schuchardt      | CDU       | 33,0 %                 |
| Gudrun Lukin            | Die Linke | 34,3 %                 |
| Jörg Vogel              | SPD       | 16,3 %                 |
| Thomas Nitzsche         | FDP       | 4,2 %                  |
| Olaf Müller             | GRÜNE     | 9,6 %                  |
| Dietmar Hafenrichter    | NPD       | 2,5 %                  |
| Wahlberechtigte: 34.175 |           |                        |
| Wahlbeteiligung: 56,0 % |           |                        |

## Wahl 2009
Bei der Landtagswahl in Thüringen 2009 traten folgende Kandidaten an:
| Name                              | Partei                 | Anteil der Erststimmen |
| --------------------------------- | ---------------------- | ---------------------- |
| Bernward Müller                   | CDU                    | 21,5 %                 |
| Gudrun Lukin                      | Die Linke              | 28,9 %                 |
| Jörg Vogel                        | SPD                    | 24,7 %                 |
| Pierre Georg                      | GRÜNE                  | 9,4 %                  |
| Andreas Wiese                     | FDP                    | 8,4 %                  |
| Norbert Plandor                   | Freie Wähler Thüringen | 4,5 %                  |
| Hans-Jürgen Buhler                | NPD                    | 2,7 %                  |
| Wahlberechtigte: 34.857 Einwohner |                        |                        |
| Wahlbeteiligung: 58,0 %           |                        |                        |

## Wahl 2004
Bei der Landtagswahl in Thüringen 2004 traten folgende Kandidaten an:
| Name                              | Partei | Anteil der Erststimmen |
| --------------------------------- | ------ | ---------------------- |
| Andreas Trautvetter               | CDU    | 32,8 %                 |
| Gudrun Lukin                      | PDS    | 29,2 %                 |
| Christoph Matschie                | SPD    | 26,5 %                 |
| Olaf Möller                       | GRÜNE  | 6,6 %                  |
| Gernot Poßögel                    | FDP    | 4,8 %                  |
| Wahlberechtigte: 35.105 Einwohner |        |                        |
| Wahlbeteiligung: 56,9 %           |        |                        |

## Wahl 1999
Bei der Landtagswahl in Thüringen 1999 traten folgende Kandidaten an:
| Name                              | Partei | Anteil der Erststimmen |
| --------------------------------- | ------ | ---------------------- |
| Andreas Trautvetter               | CDU    | 36,2 %                 |
| Gerd Schuchardt                   | SPD    | 31,0 %                 |
| Sabine Hoffmann                   | PDS    | 24,2 %                 |
| Olaf Möller                       | GRÜNE  | 3,5 %                  |
| Heinz-Joachim Herbert Schneider   | REP    | 2,4 %                  |
| Holger Glaeske                    | FDP    | 2,0 %                  |
| Irene Jüngling-Melnikow           | -      | ? %                    |
| Wahlberechtigte: 34.413 Einwohner |        |                        |
| Wahlbeteiligung: 59,2 %           |        |                        |

## Bisherige Abgeordnete
Direkt gewählte Abgeordnete des Wahlkreises Jena II waren:
| Jahr | Name                | Partei    | Anteil der Erststimmen |
| ---- | ------------------- | --------- | ---------------------- |
| 2024 | Lena Saniye Güngör  | Die Linke | 25,1 %                 |
| 2019 | Gudrun Lukin        | Die Linke | 32,3 %                 |
| 2014 | Gudrun Lukin        | Die Linke | 34,3 %                 |
| 2009 | Gudrun Lukin        | Die Linke | 28,9 %                 |
| 2004 | Andreas Trautvetter | CDU       | 32,8 %                 |
| 1999 | Andreas Trautvetter | CDU       | 36,2 %                 |
| 1994 | Gerd Schuchardt     | SPD       | 40,1 %                 |